# Bärbel Bas
Bärbel Bas, née le 3 mai 1968 à Duisbourg, est une femme politique allemande, membre du Parti social-démocrate d'Allemagne (SPD). Elle est présidente du Bundestag de 2021 à 2025, puis ministre du Travail et des Affaires sociales depuis cette même année.

## Jeunesse et formation
Bärbel Bas naît dans le quartier de Walsum, à Duisbourg. Elle obtient en 1984 un diplôme d'études secondaires, puis effectue entre 1985 et 1987 un apprentissage d'assistante de direction au sein de la compagnie de transport public Duisburger Verkehrsgesellschaft (de) (DVG). Elle y travaille ensuite jusqu'en 2001.

## Carrière politique

### Débuts au SPD
En octobre 1988, Bärbel Bas adhère au Parti social-démocrate d'Allemagne (SPD). Elle intègre un an plus tard le comité directeur des Jeunesses du SPD (Jusos) à Duisbourg. Elle occupe la présidence de 1990 à 1998.
Elle est élue au conseil municipal de la ville en 1994, un mandat qu'elle conserve jusqu'en 2002.

### Députée fédérale

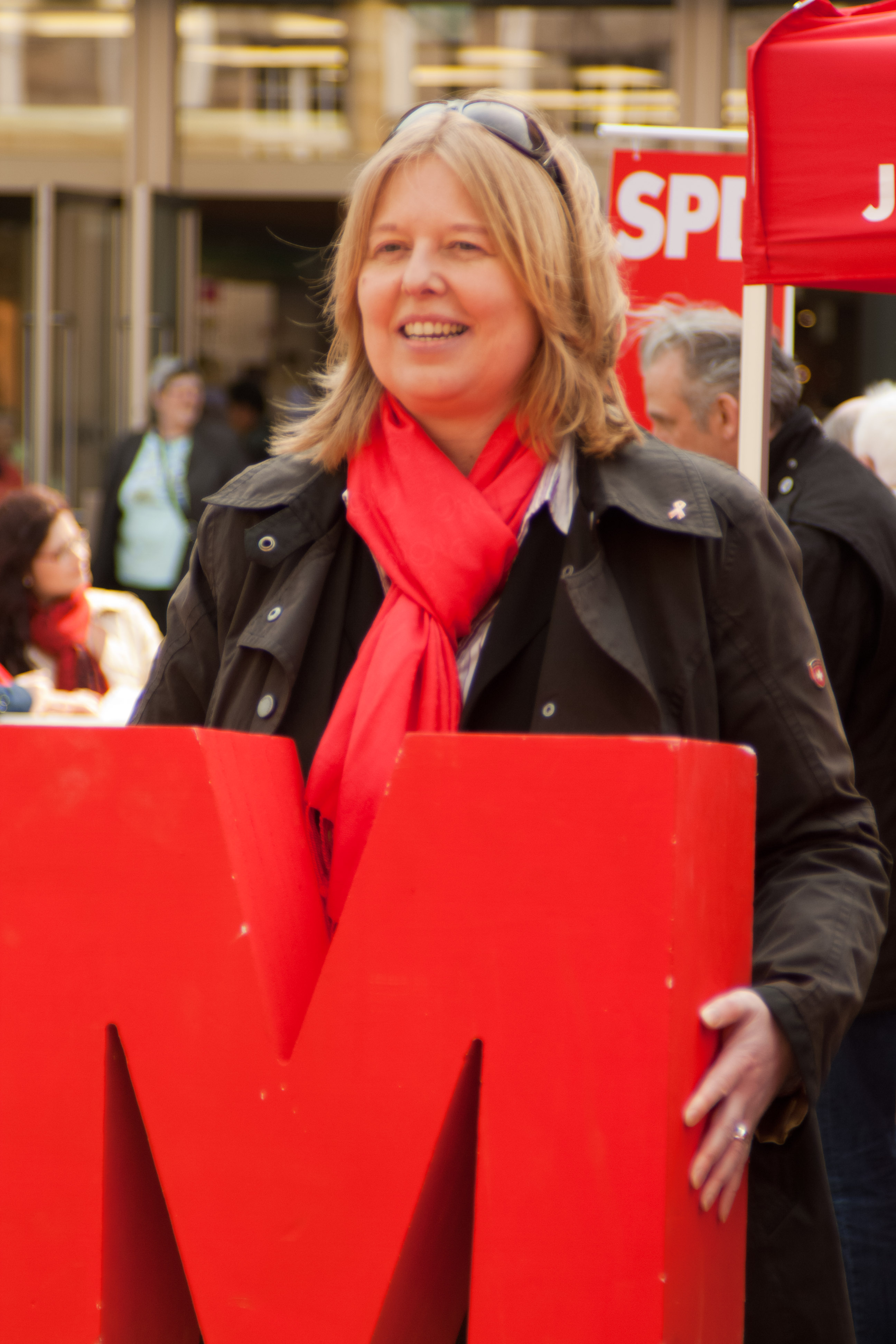
Bärbel Bas en 2010.

Lors des élections fédérales du 27 septembre 2009, Bärbel Bas se présente dans la circonscription de Duisbourg-I, où elle est élue députée au Bundestag. Elle est réélue en 2013, en 2017 et en 2021.
Elle occupe différentes fonctions de direction au sein du groupe parlementaire, d'abord comme secrétaire générale sous la présidence de Thomas Oppermann, entre 2013 et 2017, puis en qualité de vice-présidente sous l'autorité de Rolf Mützenich à partir de 2019.
Elle appartient à la gauche parlementaire (de), qui représente l'aile gauche des députés SPD.

### Présidente du Bundestag
Le 20 octobre 2021, Bärbel Bas est désignée par le groupe SPD candidate à la présidence du Bundestag, après que Rolf Mützenich a accepté de retirer sa propre candidature. Cette décision apparaît comme une évidence en interne : dans le cadre d'un gouvernement « en feu tricolore », tant la chancellerie que la présidence du groupe parlementaire seraient revenues à des hommes, Olaf Scholz et Mützenich. En conséquence, aucune responsabilité de premier plan n'aurait été confiée à une femme,. Elle est effectivement élue le 26 octobre par 576 voix favorables sur 724 exprimés, faisant d'elle la troisième députée à occuper la présidence de l'assemblée après Annemarie Renger et Rita Süssmuth.
Devenue ministre fédérale du Travail dans la grande coalition du chrétien-démocrate Friedrich Merz, elle est élue le 27 juin 2025 co-présidente du SPD avec 95 % des voix, soit trente poins de plus que son binôme, Lars Klingbeil.